# Manuel Llosa
Manuel Belisario Llosa Argüelles (Lima, 1 de junio de 1894 - Ibídem, 16 de agosto de 1973), fue un ingeniero de minas y político peruano. Contribuyó en el desarrollo de la minería de la región de Cerro de Pasco. Como político fue diputado por Pasco (1939-1945), ministro de Hacienda y Comercio (1948) y senador por Pasco (1950-1956).

## Biografía
Hijo de Belisario Llosa y Elvira Argüelles. Cursó sus estudios escolares en el Colegio Guadalupe de Lima. En 1915 ingresó a  la Escuela Nacional de Ingenieros (actual Universidad Nacional de Ingeniería), donde se tituló de ingeniero de minas en 1918. 
Se trasladó a Cerro de Pasco, tradicional región minera de la sierra central del Perú, donde desarrolló su actividad profesional de 1916 a 1930, como contratista, superintendente y copropietario de varias minas. Hizo también un estudio geológico de la provincia de Pasco.
Al comenzar la década de 1930 regresó a Lima y ejerció diversos cargos públicos: jefe de la Comisión Carbonera y Siderúrgica (1930-32), superintendente del Servicio del Agua Potable de Lima (1933), jefe del departamento de Minería Aurífera en el Cuerpo de Ingenieros de Minas (1933-1934) y director general de Fomento (1934-1939). 
En las elecciones generales de 1939 fue elegido diputado por la provincia de Pasco (1939-1945), llegando a ser secretario (1939-1940) y segundo vicepresidente (1943-44) de su cámara. Uno de sus mayores logros como parlamentario fue la aprobación de la ley que creó el departamento de Pasco, durante el primer gobierno de Manuel Prado (1944). Simultáneamente, ejerció la docencia en la Escuela de Ingenieros, como profesor de Geografía, Física, Economía Política y Explotación de Minas (1943-1944). Fue presidente de la Sociedad de Ingenieros del Perú (1943-1944).
Durante el gobierno de José Luis Bustamante y Rivero fue nombrado ministro de Hacienda y Comercio, el 17 de junio de 1948, formando parte del gabinete ministerial presidido por Armando Revoredo Iglesias, el último de dicho gobierno, hasta el golpe de Estado de 27 de octubre de 1948.
En las elecciones generales de 1950 fue elegido senador por  el departamento de Pasco (1950-1956), llegando a ser secretario (1950) y primer vicepresidente de su cámara (1954-55). 
Fue director del Boletín de la Sociedad Nacional de Minería y Petróleo del Perú (1948-52).

## Publicaciones
- Monografía de la provincia de Pasco (1926)
- La explotación de los minerales de hierro de Marcona (1932)
- Tecnología de los metales, aleaciones y combustibles (1931)
- Explotación de minas (1942)

Colaboró también en diversas publicaciones periódicas, como El Minero (Cerro de Pasco), el Boletín Oficial de Minas y Petróleo, Informaciones y Memorias de la Sociedad de Ingenieros, el Boletín del Cuerpo de Ingenieros de Minas y el diario El Comercio de Lima.

## Condecoraciones
- La Orden El Sol del Perú, en el grado de Comendador.
- Legión de Honor de Francia.